# Sceloporus siniferus
Sceloporus siniferus este o specie de șopârle din genul Sceloporus, familia Phrynosomatidae, descrisă de Cope 1870. A fost clasificată de IUCN ca specie cu risc scăzut. Conform Catalogue of Life specia Sceloporus siniferus nu are subspecii cunoscute.